# Brandstorp
Brandstorp er en landsby i Habo kommun i Jönköpings län i Sverige. I 2010 var indbyggertallet 116.